# Transfagarašan
Transfagarašan (rum. Transfăgărășan) ili DN7C je cesta u Rumunjskoj. 
Prolazi preko najviših vrhova južnih Karpata, odnosno preko planinskog masiva Fagaraš. Dug je 90 kilometara. Povezuje regije Transilvaniju i Vlašku. Prohodan je od lipnja do listopada. Gradnja puta započeta je 1970., a završena 1974. godine. Zbog velikog broja oštrih krivina i naglog uspona, put predstavlja turističku atrakciju i smatra se jednim od najljepših i najzanimljivijih cesta na svijetu. Cesta je poznata i pod nazivom „Ceaușescuova glupost“.
Put Transfagarašan izgrađen je za vrijeme vladavine Nicolae Ceaușescua. Nakon invazije na Čehoslovačku 1968. godine, Ceaușescu je želio osigurati brzo kretanje rumunjskih trupa u slučaju napada Sovjetskog Saveza. Naredio je izgradnju ceste kroz masive južnih Karpata. Krajem šezdesetih godina, nakon izgradnje brane Vidraru, stvorili su se realniji uvjeti za izgradnju. 
Izgradnja ceste počela je krajem 1969. godine, s obje strane - od juga prema sjeveru i od sjevera prema jugu. Prije izgradnje bilo je jako teško preći preko ovih planina, čak ni na konju. Za trasiranje puta potrošeno je oko šest milijuna tona dinamita. Put je gradila vojska. Prema službenim informacijama, tijekom izgradnje poginulo je 40 vojnika i civila, iako postoje i tvrdnje da je broj žrtava bio nekoliko stotina. Tijela mnogih poginulih nikada nisu pronađena. Otvaranje ceste, planirano je za 1973. godinu, ali se zbog surovih uvjeta rada kasnilo, te je put završen godinu dana kasnije. Ceaușescu je odbio ponudu da put nosi njegovo ime, te je nazvan Transfagarašan (trans=preko, Fagaraš=naziv planina). Asfaltiranje puta trajalo je do 1980. godine.
Cesta počinje kod sela Baskov, u blizini mesta Piteştija, a završava nedaleko od grada Sibiua.

## Vanjske poveznice
|  | Zajednički poslužitelj ima još gradiva o temi Transfagarašan |